# Mount Lampert
Mount Lampert är ett berg i Antarktis. Det ligger i Västantarktis. Argentina, Chile och Storbritannien gör anspråk på området. Toppen på Mount Lampert är 754 meter över havet. Mount Lampert ingår i Cordón Martín Fierro.
Terrängen runt Mount Lampert är kuperad österut, men västerut är den platt. Trakten är obefolkad. Det finns inga samhällen i närheten.